# Leistes
Leistes (лат.) — род птиц семейства трупиаловых. Он включает пять видов преимущественно насекомоядных птиц.

## Классификация
Ранее виды данного рода относили к роду Sturnella. К началу XX века классификация изменилась. В роду Sturnella остались только восточный и западный луговые трупиалы. Красногрудый и белобробый луговые трупиалы были перемещены в род Leistes, а черногорлый, перуанский и длиннохвостый луговые трупиалы — в род Pezites. К концу XX века виды обеих родов были вновь объединены в род Sturnella. В 2017 году часть видов была перенесена в род Leistes.

## Список видов
Род содержит 5 видов:
- Leistes militaris (Linnaeus, 1758) — Красногрудый луговой трупиал
- Leistes superciliaris (Bonaparte, 1850) — Белобровый луговой трупиал
- Leistes bellicosus (de Filippi, 1847) — Перуанский луговой трупиал
- Leistes loyca (Molina, 1782) — Длиннохвостый луговой трупиал
- Leistes defilippii (Bonaparte, 1850) — Черногорлый луговой трупиал